# Peribolaster lictor
Peribolaster lictor is een zeester uit de familie Korethrasteridae.
De wetenschappelijke naam van de soort werd in 1958 gepubliceerd door Howard Barraclough Fell.